# 장 프랑수아 카르토
장 바티스트 프랑수아 카르토(Jean Baptiste François Carteaux, 1751년 1월 31일 ~ 1813년 4월 12일)는 프랑스 화가에서 프랑스 혁명군의 장군이 된 사람이다. 주로 1793년 툴롱 포위전에서 젊은 날의 나폴레옹 보나파르트의 상관으로써 무능했던 인물로 알려져 있다.

## 생애
카르토는 1751년 태어나 화가가 되었다. 화가로써 말을 탄 국왕 루이 16세의 초상을 포함한 몇 개의 평범한 작품을 그렸다. 프랑스 혁명이 일어나자 카르토는 군사에 관련된 훈련을 일체 받지 못했음에도 불구하고 장군이 되어, 알프스 방면군의 지휘를 맡게 되었다. 카르토는 부임한 후 프로방스의 왕당파 반란군의 진압을 명령받아 1793년 7월 16일 소수 부대를 격파하는데 성공했다.
1793년 8월초쯤 카르토는 중요한 항구인 툴롱을 탈환하라는 명령을 받고 마르세이유로 보내졌다. 툴롱의 시민은 공공연히 반란을 일으켰을 뿐만 아니라 영국과 스페인의 함대를 항구로 끌어들이려고 했다. 8월 25일 카르토는 툴롱 포위를 개시했으나 이 포위전술은 적절하지 않았고, 거기에 중요하지 않은 오리울(Ollioules)의 도시에 전력을 집중시켰다. 이 전투 중 카르토의 포병지휘관이던 엘지알 오귀스트 도마르탱(Elzear Auguste Donmartin)이 중상을 입어 군대는 유능한 포병지휘관을 잃어버리는 상태를 맞이하게 되었다. 그럼에도 불구하고 카르토는 영국-나폴리 함대에 포격을 퍼부을 마음을 먹고, 오리울 근처의 골짜기에 포대 건설에 노력을 집중했다. 그러나 포대가 완성되고나서 살펴보니 항은 대포의 사정거리 밖에 있었다는 것이 밝혀지게 되었다. 9월 8일 라포와프 장군 지휘하 이탈리아 방면군 분견대 6,000명이 툴롱 동쪽에 도착했으나 카르토의 군대와는 별도로 움직였다.
카르토의 정체와 포병의 부적절한 운용이 판명되자, 공안위원회의 파견의원인 오귀스탱 로베스피에르와 앙투안 크리스토프 살리체티(Antoine Christophe Saliceti)는 젊은 포병대위 나폴레옹 보나파르트를 카르토의 새로운 포병지휘관으로 지명했다. 전권을 갖고 있던 로베스피에르와 살리체티의 지지와 배경으로 정력적으로 움직인 나폴레옹은 곧 레에트(l'Eguillette)와 바라기에(Balaguier)의 요새를 빼앗을 계획을 입안했다. 나폴레옹은 이 요새의 탈취로 인해 영국-나폴리 함대에 대한 정밀한 집중포격이 가능하게 되어, 그로 인해 툴롱에서 적을 몰아 낼 수 있을 것이라는 것을 정확히 예측했다. 그러나 카르토는 이를 의심하고, 델라보르데 소장(Major General Delaborde) 지휘하 부대에게 미적지근한 공격을 명령했다. 이 공격은 실패했을 뿐만 아니라 이 요새가 가진 위치의 중요성을 영국-나폴리 군대에게 느끼게 해준 결과가 되어 영국측은 곧 방비를 강화하게 했다.
이 참담한 실패 후 카르토는 나폴레옹에게 새롭게 보강된 영국-나폴리의 요새를 포격하기 위해 복수의 포대를 건설하라고 지시했다. 나폴레옹은 군의 지휘권은 나에게 있다는 카르토의 항의에 상관하지 않고, 작전의 실질적인 지배권을 확보했다. 10월 하순 나폴레옹은 국민 공회에 편지를 보냈는데, 그 속에는 상관들의 자질에 대한 불만을 이야기하고, 그들을 바보들의 무리라고 불렀다. 그 결과 카르토는 1793년 11월 11일 해임되고, 얼마 동안 투옥되었다. 지휘권은 자크 프랑수아 뒤고미에 장군에게 인계되었다.
투옥되었음에도 불구하고, 카르토는 공포정치에서 살아 남았고, 거기에 방데에서 일어난 왕당파의 반란 진압을 명령받았다. 나폴레옹은 제1집정에 선출되자 카르토를 "프랑스의 부"(Loterie Royale de France)의 관리자로 지명했다. 카르토는 1813년에 사망했다.